# Sản xuất thịt công nghiệp

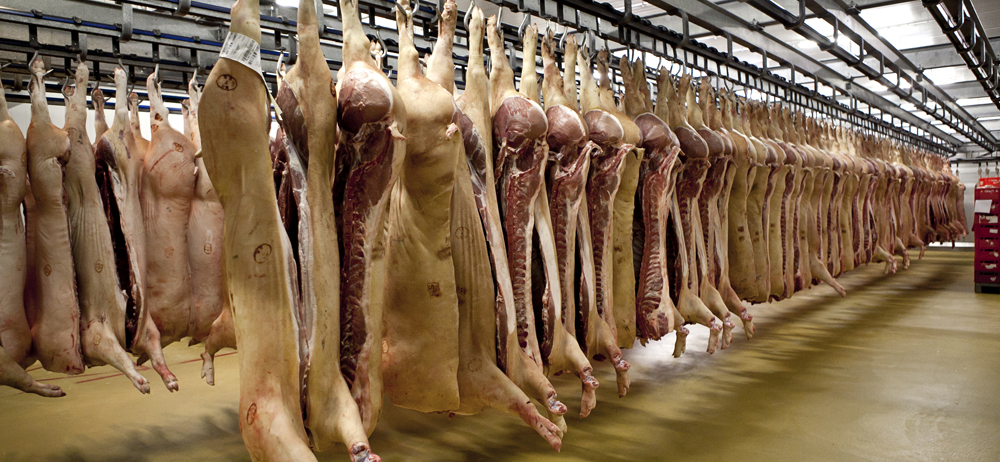
Dây chuyền chế biến thịt của nhà máy SPAR Regnum

Công nghiệp sản xuất thịt hay chế biến thịt (meat industry) hay còn gọi là ngành chế biến thịt hay đơn giản là ngành thịt là thuật ngữ đề cập đến tình trạng sản xuất và tiêu thụ các loại thịt trên thế giới. Ngày nay việc sản xuất nông nghiệp đã được thực hiện việc công nghiệp hóa nông nghiệp cao trong việc sản xuất, chế biến, đóng gói, bảo quản và tiêu thụ thịt (trái ngược với các sản phẩm sữa, len, và các sản phẩm khác). Trong kinh tế học, nó là một sự hợp nhất của nhân tố chính (nông nghiệp) và nhân tố hỗ trợ (công nghiệp).

## Tổng quan
Phần lớn của toàn bộ ngành công nghiệp thịt được gọi là thịt thành phẩm từng ngành phân khúc mà việc xử lý giết mổ, chế biến, đóng gói và phân phối thịt các loài động vật như trâu, bò, lợn, cừu, gia súc khác và các loại gia cầm. Một phần lớn của phân khúc sản xuất thịt bao giờ phát triển trong ngành công nghiệp thực phẩm liên quan đến chăn nuôi công nghiệp, trong đó chăn nuôi được thực hiện gần như hoàn toàn trong nhà, trang trại hoặc trong điều kiện có kiểm soát ở ngoài trời.Nhiều khía cạnh của việc nuôi động vật để lấy thịt đã trở thành công nghiệp hóa, thậm chí nhiều việc liên quan đến nhiều hơn với các trang trại gia đình nhỏ hơn, ví dụ thực phẩm cho người sành ăn như gan ngỗng. Việc sản xuất chăn nuôi là một ngành công nghiệp nặng tích hợp theo chiều dọc, nơi phần lớn giai đoạn chuỗi cung ứng được tích hợp và thuộc sở hữu của một công ty.